# La Chanson du Mundial (chanson)

La Chanson du Mundial est une chanson écrite par M. Jouveaux, Orlando et J. Barnel et interprétée par Dalida en 1982. Elle est commercialisée pour la promotion de la nouvelle chanson que la chanteuse a enregistré pour soutenir l'équipe de football de France au Mundial 1982.
Enregistrée avec les chœurs de l'Opéra et des amateurs, la chanson connaîtra un certain succès. Un Maxi 45 tours sera même édité pour l'occasion. Plus de 150 000 exemplaires seront vendus en 1982. 

## Classement hebdomadaire
| Classement (1982) | Meilleure position |
| ----------------- | ------------------ |
| France            | 20                 |

## Sources
1. ↑  « Dalida site Officiel - La chanson du Mundial », sur dalida.com (consulté le 6 décembre 2017)
2. ↑  « La chanson du Mundial 82 (par Dalida) - fiche chanson - B&M », sur www.bide-et-musique.com (consulté le 6 décembre 2017)
3. ↑  « TOP 45 Tours - 1982 », sur www.top-france.fr (consulté le 6 décembre 2017)
4. ↑  Chartsventes, « World singles charts and sales TOP 50 in 58 countries: DALIDA », sur World singles charts and sales TOP 50 in 58 countries, 30 octobre 2016 (consulté le 12 février 2021)